# Георги Любенов (юрист)
Георги Иванов Любенов (1890 – 1964) е български юрист, професор по международно право в Берлинския университет „Фридрих-Вилхелм“ (днес Хумболтов университет на Берлин). Той преподава и в други университети в Германия и Франция, чете лекции и по философия на правото. Член е на секция „Правни науки“ към Съюза на учените в България.

## Семейството на Георги Любенов
Георги Любенов е роден в Брезник. Родоначалникът на фамилията Любен Ангелов (? – около 1862) се преселва от региона между Пирот и Ниш след потушаването на въстанието на българите в Северозападна България, избухнало през 1841 г. Търгувал е с колониални стоки от Западна Европа, внос от Марсилия. Убит е поради проявявано непокорство пред османските власти. Иван Любенов Ангелов (1852 – 1943), бащата на Георги Любенов, завършва класното училище в Брезник при Димитър Тонджаров (1825 – 1876), един от малкото възрожденски просветители с висше образование. През 1874 г. Иван Любенов постъпва като отговорник на склад при белгийски инженери (там се запознава с Иван Вазов, който по онова време е преводач), организиращи строежа на жп линия Перник – Кюстендил – Скопие, но проектът е изоставен. След Освобождението на България Иван Любенов открива първата книжарница в родния си град. Мара Любенова (1862 – 1929), майката на Георги Любенов, завършва класното училище в Брезник и курса за начални учители, които да преподават в Граово. Тя е съоснователка на Женското благотворително дружество „Зорница“ (по-късно „Зора“). Брат ѝ Илия Дортолов (? – след 1913) през Руско-турската война (1877 – 1878) участва в делегацията до руския велик княз Николай Николаевич, която успява да издейства оставането на Брезник, Трън и Цариброд в пределите на Княжество България. Той е народен представител от Демократическата партия, инициатор за сформиране на местни комитети „Единство“ в западните български земи.

## Младост
Георги Любенов завършва Втора софийска мъжка гимназия и Юридическия факултет в Софийския университет. Докато учи, работи при Иван Вазов – преписва ръкописите му, за да бъдат предадени за печат (спомените си описва в мемоарната книга „Вазов и един юноша”). Като коректор в „Командитно издателско дружество Ал. Паскалев и С-ие“ се запознава и дружи с Пейо Яворов (след опита му за самоубийство е сред придружителите му), Димчо Дебелянов, Пенчо Славейков, Чудомир и др. През Балканската война (1912 – 1913) е доброволец – санитар по време на Одринската битка (март 1913), придружава санитарни обози до Дедеагач (дн. Александруполис, Гърция) и Узункюпрю (дн. в европейска Турция). През Първата световна война (1914 – 1918) е офицер. Участва във военните действия на Добруджанския фронт (1916) и на Южния фронт (1917 – 1918). След войната е съдия в Дупница, но неспазването на законите, налагано от политическите режими, става причина да напусне.

## Научна и обществена дейност
В началото на 20-те г. Георги Любенов заминава за Гьотинген, Германия. Там получава научната степен „доктор по философия“ с „Политически партии и парламентаризъм” (1927 г.)). Докторският му труд, издаден на български език, се съхранява в Националната библиотека „Св. св. Кирил и Методий“ (до 1989 г. е в Спецфонда на Народната библиотека, в който книгите са с ограничен достъп) и в Университетската библиотека „Св. Климент Охридски“. В началото на 30-те г. е асистент на проф. фон Хипел в Берлинския университ „Фридрих-Вилхелм“, после доцент и професор в същия университет. Преподава и в университетите в Гьотинген, Грайфсвалд, Фрайбург, в Париж и Гренобъл, чете лекции в Белгия и Нидерландия, представител (30-те г. на 20 в.) на България в Постоянната палата за международно правосъдие под егидата на ООН, която заседава в Хага. Помества студии в изданието на Кайзер-Вилхелм институт (от 1948 Институти „Макс Планк“). Познанството му с Макс Планк (директор на Института през 1930 – 1937) е свързано с обсъждане на въпроси от области на философията на науката; връзката им продължава и след завръщането на проф. Любенов в България (архивът с кореспонденцията на Любенов остава при наследниците на Цонка Любенова, вдовица на Г. Л.). Любенов става свидетел на установяването на диктаторския режим на Хитлер и нацистките гонения срещу дейци на науката и културата и през 1938 г. се връща в България. През 1939 – 1940 проф. Любенов е съветник по международно право към Министерството на външните работи и вероизповеданията. Преди присъединяването на България към Тристранния пакт иска среща с мининстър-председателя проф. Б. Филов и предупреждава, че с прогерманската си политика правителството обрича бъдещето на страната). Принуден е да напусне и до края на живота си не заема държавни длъжности. 

## Последни години
Проф. Любенов не се съгласява и с промените след Деветосептемврийския преврат, които са несъвместими с демокрацията. През 50-те г. му е отпусната пенсия от Берлинския университет, който след Втората световна война е на територията на ГДР.

## Наследство
Проф. Георги Любенов е автор на юридически съчинения, засягащи конституционното право и проблеми от международното право през 20-те и 30-те години на 20 в., свързани с общоевропейските събития и с политиката на Балканите. През 1963 г. проф. Любенов, Михаил Арнаудов (1878 – 1978) и Михаил Кремен (1884 – 1964) замислят да напишат книга (остава неосъществена) за П. Яворов, свързана със събитията в края на живота му и с преразглеждане документацията на съдебния процес. Георги Любенов завещава богатата си библиотека на български, немски, френски, английски, руски и сръбски език на Софийския университет и на Българската академия на науките, но желанието му е отхвърлено, защото „съдържа буржоазни книги“. Томовете са предадени от наследниците му в Антикварната книжарница в София и са закупени по-късно от служители на Посолството на ГДР, издирващи ценни книги, които са били унищожени по време на Втората световна война.

## Отделни съчинения
- Die allgemeine Lehre vom Verbrechen im Vergleichen mit deutschem und bulgarischem Strafrecht. S. VII – 1172. Göttingen, 1924.
- Политически партии и парламентаризъм, стр. 214. София, 1927.
- Das Presserecht Bulgariens. Verlag von Georg Stilke . S. 47. Berlin, 1931.
- Die Grundprobleme des Rechts und der Politik (Ein Beitrag zu dem Problem der Rechtswirhlichkeit). S. 240. 1932.

## Студии в Kaiser Wilhelm Institut für [ausländisch] öffetliches Recht und Völkerrecht
- Die Agrarreform in Süd-Dobrudza (Rumänien).
- Die Organisation der Lokalverwaltung in Rumänien.
- Die königliche Dikattur in Jugoslavien.
- Die Verfassung Jugoslaviens von 3. September 1931.
- Der Arbeitsdienst in Bulgarien.
- Der Zusammenbruch des Parlamentarismus in Bulgarien.
- Die Neuregelung der Meerengenfrage.
- Die jugoslavische Freizone in Saloniki.

## Die völkerrechtliche Frage auf dem Balkan
- Die neuesten Verträge und die Ergebnisse der IV. Balkankonferenz.
- Der Balkanpakt.
- Die Geheimprotokolle zum Balkanpakt – die Beziehungen der Balkanstaaten zu den Großmächten, insbesondere Albaniens zu Italien.
- Der Flotten-Zwischenfall von Dura[azzzo] – Die Belgarder Beschlüsse. Aufnahme diplomatischer Beziehungen mit der UDSSSR – Integrales Jugoslavien.
- Der Streit zwischen Ungarn und Jugoslavien. Organisatinsstatut der Balkanentente. Errichtung eines Wirtschaftsrates. Streitfälle zwischen der Türkei und Griechenland. Balkanentente und Kleine Entente.
- Die außenpolitischen Motive des griechischen Bürgerkriegs. Die Beziehungen zwischen Italien und Jugoslavien und zwischen Bulgarien und Jugoslavien. Bulgarisch – Türkische Spannung. Die Balkanentente und die Wiederaufrüstung Bulgariens, Österreichs und Ungarns. Die Dardanellenfrage. Die englische Auffassung über den Chrakter der Friedensverträge. Marseiller? Attentat vor dem Völkerbund.
- Innenpolitische Verhältnisse und allgemeine Beziehungen der Balkanstaaten. Das Konkordat zwischen Jugoslavien und dem Vatikan. Abkommen zwischen Jugoslavien und Rumänien über die Minderheitenkirchen in Banat. Rumänisch -Sowjetrussisches Bündnis – Meerengenfrage, Balkanentente und Kleine Entente. Habsburger Frage. Sanktionen.
- Die Beziehungen der Großmächte zu den Balkanstaaten. Balkanentente und Kleine Entente (Tagungen und Beschlüsse). Bulgarisch – Jugoslavischer Freundschaftspakt.
- Zollunionspläne zwischen Bulgarien und Jugoslavien. Die Italienisch – Jugoslavischen Beziehungen. Blakanentente und Kleine Entente (Tagungen und Beschlüsse). Zweiseitige politische Gespräche und Verhandlungen der Balkanstaaten. Beziehungen der Balkanstaaten zu den Großmächten.

## Студии на френски език
- La situation international dans les Balkans. – L’Esprit international (The International Mind), Juillet 1938, Paris.
- La question du Danube. – Politique etrangere. Octobre 1938, Paris.

## Студии на български език
- Държавен ред и конституция [с истинско заглавие „Организационни начала на съвременната държава“ съгласно поправка от кн. 4 от г.I] – I, 177–188.
- Дунавът в международните отношение. – V, 649–666.
- Авторитарното управление и конституцията. – II [приложение към кн. II на статия продължение от г.I, кн. 2].
- Забележка: Студиите на български език са посочени по „Библиография на сп. „Правна мисъл“ (1935–1941)“ от д-р Васил Петров.
- Вазов и един юноша. София: Български писател, 1959.

## Цитати от „Политически партии и парламентаризъм“
| „ | Един безправен акт на насилие не би могъл да роди никога право. | “ |

| „ | Наличността на еднакви стремежи – от една страна, и противоречията, противодействията – от друга, води до понятието партия. От политическите партии се изисква активност, която се състои в направляване на порядъка (обществения живот), било като го придържат по същия път на развитие, или го отклоняват по друг път. | “ |

| „ | В България свободата, неизвоювана със собствени сили, а дадена чрез война от друга държава, прекъсна един процес, който бе в течение да създаде народни герои, които от борци за свобода от чуждо иго щяха да се обърнат в борци за вътрешно организиране и за вътрешна свобода на народа. | “ |